# Бреворт (остров)

Остров Бреворт (на английски: Brevoort Island) е 71-вият по големина остров в Канадския арктичен архипелаг. Площта му е 271 км2, която му отрежда 94-то място сред островите на Канада. Административно принадлежи към канадската територия Нунавут. Необитаем.
Островът се намира на изток от п-ов Хол, един от трите големи полуострова в югоизточната част на остров Бафинова земя. Той е най-големият от групата острови Лемьо, разположени източно от полуострова. Широкият 3,4 км на юг и едва 1,2 км на север проток Робинсън го отделя на запад от бреговете на п-ов Бийкман (най-източната част на п-ов Хол). Далеч на изток, зад протока Дейвис е Гренландия.
Бреговата линия с дължина 177 км е силно разчленена, осеяна със стотици малки заливи, острови, полуострови и скали, които представят идеални условия за котвени стоянки. Островът има удължена форма от северозапад на югоизток с дължина 46 км, а ширината му варира от 5 до 7 км.
Релефът на острова е хълмист с максимална височина до 402 м, изграден от гранитни скали. Бреговете са стръмни, на места дори отвесни. Целият остров е осеян с множество малки езера в котловинните понижения.
В най-южната част на острова, на 63°20′25″ с. ш. 64°09′29″ з. д. / 63.340278° с. ш. 64.158056° з. д. е изградена автоматична радиорелейна станция за ранно предупреждение и обслужваща я самолетна писта.
Бреворт е открит през лятото на 1586 г. от английския полярен мореплавател Джон Дейвис, а в края на юли следващата година той му извършва първото грубо изследване и картиране.
|  | Тази страница частично или изцяло представлява превод на страницата Brevoort Island в Уикипедия на английски. Оригиналният текст, както и този превод, са защитени от Лиценза „Криейтив Комънс – Признание – Споделяне на споделеното“, а за съдържание, създадено преди юни 2009 година – от Лиценза за свободна документация на ГНУ. Прегледайте историята на редакциите на оригиналната страница, както и на преводната страница, за да видите списъка на съавторите. ВАЖНО: Този шаблон се отнася единствено до авторските права върху съдържанието на статията. Добавянето му не отменя изискването да се посочват конкретни източници на твърденията, които да бъдат благонадеждни. |